# El vel pintat
El vel pintat (títol original en anglès: The Painted Veil) és una pel·lícula dramàtica del 2006 dirigida per John Curran i protagonitzada per Naomi Watts i Edward Norton. El seu argument es basa en la novel·la de The Painted Veil del britànic William Somerset Maugham. L'any 1934 se'n va fer una primera versió, en blanc i negre, protagonitzada per Greta Garbo. Va guanyar el Premi Globus d'Or a la millor banda sonora. La pel·lícula s'ha doblat al català.

## Argument
Walter Fanes és un metge i un bacteriòleg investigador que s'enamora de Kitty una jove capriciosa de bona família, que cansada de suportar les indirectes dels seus pares sobre la seva solteria es casa sense pensar-s'ho gaire amb Walter. La parella se'n va a viure a Xangai on Kitty s'enamora de Charles Townsend. Walter, en descobrir la infidelitat, vol divorciar-se però ella, sabent que si no es produeix per iniciativa seva quedarà malparada li demana que no ho faci. Finalment, Walter accepta esperar però amb una condició: que Charlie, es divorciï de la seva dona i es casi amb Kitty, ruptura que no estarà disposat dur a terme. El metge, trasbalsat, s'ofereix com a voluntari per anar a un poble de l'interior de la Xina on una epidèmia de còlera està delmant la població. Kitty, malgrat la por, l'acompanyarà en un llarg i penós viatge. Tenen com a veï un britànic que viu amb una jove xinesa. Kitty s'avorreix moltíssim i viu amb tristor el silenci del seu marit. En l'ambient es palpa el ressentiment dels xinesos, que es va estenent per tot el país, arran la repressió, amb víctimes mortals, dels occidentals contra vaguistes xinesos a Xangai (fets que ocorren a la dècada dels anys 20 del segle passat). Walter és concentrat en la seva feina, enamorat encara de la seva esposa que acabarà col·laborant com a professora en un centre on les monges tenen cura de nens. Les religioses l'admiren per ser l'esposa d'un metge que es lliura en cos i ànima a ajudant els malalts per l'epidèmia.Amb el temps, ella s'adona que cada vegada més estima el seu marit. Walter nota que la seva muller no era tan superficial com pensava i, finalment, l'atracció física també arriba. Ella li explica que està embarassada però que té dubtes sobre qui és realment el pare. Ell accepta, malgrat tot, i es comporta com un veritable pare de la criatura. El seu sacrifici li origina contraure la malaltia. Quan Kitty, ja vídua, torna a Londres, fortuïtament troba Charlie que intenta restablir la relació, però ella el rebutja.

## Personatges
- Edward Norton: Walter Fane
- Naomi Watts: Kitty Garstin Fane
- Toby Jones: Waddington (funcionari)
- Diana Rigg: monja Mare Superiora
- Anthony Wong Chau Sang: Coronel Yu
- Liev Schreiber: Charles Townsend (diplomàtic)
- Juliet Howland: Dorothy Townsend
- Alan David: Mr. Garstin
- Maggie Steed: Mrs. Garstin
- Lucy Voller: Doris Garstin
- Marie-Laure Descoureaux: monja St. Joseph
- Zoe Telford: Leona
- Yan Lü: Wan Xi
- Xia Yu: Wu Lien

## Premis i nominacions[calcitació]
Premis
- 2007: Globus d'Or a la millor banda sonora per Alexandre Desplat